# Ouffet
Ouffet es un municipio belga perteneciente al distrito de Huy de la provincia de Lieja, en la Región Valona.
A 1 de enero de 2019 tiene 2776 habitantes.
Se conoce su existencia desde el siglo XI. Algunos de sus monumentos más destacados son las torres de justicia de los siglos XII y XVI, la iglesia de San Medardo del siglo XVIII y el château de Ouffet del siglo XVIII.

## Geografía
Se ubica en el cruce de las carreteras N66 y N638, unos 15 km al sur de Lieja en la región natural del Condroz .

### Secciones del municipio
El municipio comprende los antiguos municipios, que se fusionaron en 1977:
| - Ouffet - Ellemelle - Warzée |

## Demografía

### Evolución
Todos los datos históricos relativos al actual municipio, el siguiente gráfico refleja su evolución demográfica, incluyendo municipios después de efectuada la fusión el 1 de enero de 1977.
| Gráfica de evolución demográfica de Ouffet entre 1846 y 2019 |
|                                                              |